# Johnny Schuth
Jean Schuth, noto come Johnny Schuth (Saint-Omer, 7 dicembre 1941), è un ex calciatore francese, di ruolo portiere.

## Carriera
Giocò nella massima serie francese con le maglie di Strasburgo e Metz.